# Maniac (serie televisiva norvegese)
Maniac è una serie televisiva norvegese di genere comico-drammatico trasmessa da TV 2 dal 2015. Il protagonista è Espen PA Lervaag.  Håkon Bast Mossige e Ingeborg Raustøl hanno invece ruoli secondari. La serie è prodotta per Rubicon TV dal produttore Terje Strømstad. dal produttore creativo Ole Marius Araldsen e dai produttori esecutivi Anne Kolbjørnsen e Pal Kruke Kristiansen.

## Sviluppo
Maniac è stata sviluppata come un, esperimento di TV 2 Zebra nella primavera del 2013, dove gli utenti sceglievano i concetti che preferivano per una nuova serie TV.  L'intera serie è stata rilasciata in streaming sulla piattaforma streaming online TV 2 Sumo il 1º dicembre 2015. Era la prima volta che TV 2 aveva realizzato un programma di propria produzione trasmesso in streaming. È stato poi ritrasmesso in televisione sempre sul canale di TV 2 nel 2016.

## Trama
Espen è un uomo sulla trentina che è amato da tutti. Vive ogni giorno come se fosse una festa piena di opportunità illimitate assieme al suo amico Håkon. Tutto ciò, però, accade solo nella sua immaginazione. In realtà, Espen è un paziente in un ospedale psichiatrico dove non ha ancora espresso una sola parola...

## Remake
Nel 2018, Netflix ha pubblicato una miniserie con lo stesso nome interpretata da Jonah Hill ed Emma Stone, che si basa vagamente sulla produzione norvegese.